# Sharpe zsákmánya
A Sharpe zsákmánya (Sharpe's Prey) Bernard Cornwell Sharpe sorozatának ötödik (kronológiailag) könyve. A cselekmény Dániában játszódik és Sharpe Koppenhágánál játszódó kalandjairól szól. A könyv először az Egyesült Királyságban jelent meg 2001. április 23-án a Harper Collins kiadó gondozásában. Magyarországon 2007. november 5-én a Gold Book kiadó adta ki.
|  | Alább a cselekmény részletei következnek! |

## Történet
1807-et írunk. Richard Sharpe hadnagy nemrég tért vissza Angliába, de szinte azonnal új feladatot is kap: el kell mennie Koppenhágába, hogy segítsen a tiszteletre méltó John Lavissernek célt érni egy megvesztegetéssel, s így megállítani egy háborút. Mindez nagyon egyszerűnek tűnik.
Ám a franciák nagyravágyása miatt felfordult Európában semmi sem egyszerű. A dánok olyan hajóhadat építettek, amely képes lenne pótolni a trafalgari ütközetben elvesztett összes francia hadihajót, és Napóleon erői már gyülekeznek is, hogy elfoglalják. A briteknek meg kell állítaniuk őket.
Sharpe parancsot kap, hogy védje meg Lavissert a dán fővárosba érkező francia ügynököktől. Kezdetét veszi a kémek brutális árnyékháborúja, amiben Sharpe csak egy feláldozható gyalog. Ám néha még a gyalogok is képesek megfordítani egy játszma végkimenetelét.
Amikor a dán hadsereg megpróbálja megtörni a britek ostromgyűrűjét, Sir Arthur Wellesley vöröskabátosokból és lövészekből álló erőivel találja magát szemben. Koppenhága sorsa megpecsételődött. A könyörtelen brit ágyúzás alatt Sharpe-nak meg kell védenie egy nőt, el kell fognia egy árulót és életben kell maradnia.
|  | Itt a vége a cselekmény részletezésének! |

## Szereplők
- Richard Sharpe
- Patrick Harper
- Baird tábornok
- John Lavisser
- Barker
- Lord Pumphrey
- Arthur Wellesley
- Joel Chase
- Gordon százados
- Dunnett ezredes

## Magyarul
- Sharpe zsákmánya. Richard Sharpe és Koppenhága ostroma, 1807; Gold Book, Debrecen, 2007